# فرودگاه اسووبودنی
فرودگاه اسووبودنی فرودگاهی عمومی واقع در سووبودنی در کشور روسیه است.